# Thespis disparilis
Thespis disparilis es una especie de mantis de la familia Thespidae.

## Distribución geográfica
Se encuentra en Australia.